# Берлози
Берло́зи — село в Україні, у Козелецькій селищній громаді Чернігівського району Чернігівської області. Населення становить 442 особи. До 2016 орган місцевого самоврядування — Берлозівська сільська рада.

## Історія
Берлози були засновані наприкінці XVI— на початку XVII ст. остерськими боярами Берлозами. Наприклад, у королівському указі 1597 р. згаданий боярин Василь Береглаз.
Більш давнє, ніж у радянських офіційних виданнях, походження села засвідчив той факт, що згідно указу Петра І від 1709 р.двір з одним підданим в Берлозах був наданий ігумену Свято-Георгіївського монастиря Ф.Степановському. Наступна згадка про село датована 1718 р. Збереглася купча того часу, у якій йшлося про те, що Семен Коврига з Берлоз продав поле з дібровою, котре межувало із землями Павлюченка, Івана Донця та Григорія Литвина. У купчій за 1756 р. згадано жителя Берлозів Матвія Коляду.
Згадано село і в Рум'янцевському переписі 1766 р. На той час в селі було 26 козацьких дворів, у яких проживали 150 людей. 3 двори (21 особа) належали Свято-Георгієвському монастиреві, якому вони сплачували 1 руб.20 коп. у рік та відробляли панщину по 2 дні на тиждень. Два двори (15 душ) належали Семену Гламазді. Свої двори в селі мали сестра братів Розумовських Віра Дараган та військовий товариш Київського полку Іван Жила. Всього, за даними перепису, у Берлозах налічувалось 37 дворів, у яких проживало 212 жителів.
За першої половини ХІХ ст. Берлози активно розбудовувались, і на 1858 р. тут налічувалось 65 дворів, у яких за даними 1866 р., проживали 373 жителі. Під 1872 р. згадано виставлений на продаж маєток Петра Халинського у с. Берлози.
1873 р. в Російській імперії відбулися земські вибори, у яких право голосу мали лише ті, хто мав більше 10 десятин землі. Від с. Берлози до списку виборців були включені: А. Савенко (87 дес.), Г. Нуждевський (183 дес.), Ласковичі (47 дес.), С. Гломазда (12 дес.), Іван та Микита Коляди (33 дес.), сини В. Буянського (36 дес.), Іван Грищенко (16 дес.), а також Омелян Гламазда, Е. Шевченко, Аврам і Михайло Шинкаренки.
За даними Всеросійського перепису 1897 р., у Берлозах налічувалось 112 дворів, у яких проживало 589 жителів. Це найбільша кількість за всю історію села (?). З'явились родини багатих селян. Це були родини Самків та Шинкаренків.
На 1911 р. у селі проживало 543 жителі. Поряд розташовувася хутір Андрія Шевченка, у якому проживали 7 членів його родини.
В 1918 році родини Лісковичів, Самків та Шинкаренків були прибічниками Гетьмана Павла Скоропадського.
За ініціативи голови комнезаму М. Шевченка восени 1929 р. почалось створення колгоспу, із розкуркулення та висилки Шинкаренка Єгора Дмитровича та Шинкаренка Івана Івановича.
За даними статистичного збірника 1924 року в "деревне" нараховувалось 149 господарств і 706 мешканців.
Під час Голодомору 1932—1933 років померло щонайменше 63 жителі села.
12 червня 2020 року, відповідно до розпорядження Кабінету Міністрів України № 730-р «Про визначення адміністративних центрів та затвердження територій територіальних громад Чернігівської області», увійшло до складу Козелецької селищної громади.
19 липня 2020 року, в результаті адміністративно - територіальної реформи та ліквідації Козелецького району, село увійшло до складу Чернігівського району Чернігівської області.

## Населення

### Мова
Розподіл населення за рідною мовою за даними перепису 2001 року:
| Мова       | Кількість | Відсоток |
| ---------- | --------- | -------- |
| українська | 493       | 98.6%    |
| російська  | 7         | 1.4%     |
| Усього     | 500       | 100%     |

## Особистості
- Марченко Іван Васильович (1937) — український поет, протягом 7 років працював у селі Берлози головою колгоспу імені Шевченка.
- Шинкаренко Сак (Ісак) Микитович — козак, член церковної ради Свято-Преображенської церкви м. Козельця, розкуркулений та депортований 1930 р. в Північний край РСФРР[8].
- Шинкаренко Іван Сакович (Ісакович) — козак, син куркуля-експертина Шинкаренко Сака Микитовича, учасник Другої світової війни у складі І-го Українського фронту[джерело не вказане 1762 дні]
- Шинкаренко Іван Іванович — козак, в 1918 р. член Союз хліборобів власників, в 1929 р. депортований у Північний край РСФРР[8], 1937 р. розстріляний.
- Шинкаренко Андріант Дмитрович — козак,1929 р. розкуркулений та депортований в Північний край РСФРР[8].
- Шинкаренко Єгор Дмитрович — в 1918 р. член Союз хліборобів власників, 1929 р. розкуркулений та депортований в Північний край РСФРР[8], 1937 р. розстріляний.
- Шинкаренко Василь Єгорович[джерело не вказане 1762 дні]